# Punishing: Gray Raven
Punishing: Gray Raven (em chinês:  战双帕弥什 , japonês:パニシング：グレイレイヴン) é um RPG de ação ultra-elegante em ritmo acelerado desenvolvido e publicado pela Kuro Game. Foi lançado pela primeira vez na China em 5 de dezembro de 2019 e um ano depois em 4 de dezembro de 2020 no Japão. O lançamento global foi lançado em 16 de julho de 2021.

## Jogabilidade
Punição: Gray Raven permite que os jogadores controlem um esquadrão de até três personagens, conhecidos como "Construtos", contra vários inimigos. A narrativa é apresentada em formato de romance visual, enquanto o combate é baseado em ação hack and slash, com o jogador lutando contra inimigos em tempo real em vários estágios. Durante o combate, diferentes "Pings" coloridos podem ser obtidos, o que disparará diferentes habilidades. Encadear 3 Pings com a mesma cor executará uma versão poderosa dessa habilidade. Os jogadores também podem evitar ataques inimigos, o que irá desencadear um efeito de tempo de bala após a evasão bem-sucedida, permitindo ao jogador acertar golpes adicionais no inimigo. Evitar ataques consumirá resistência, o que impede que os jogadores se esquivem livremente o tempo todo.
Construtos podem ser fortalecidos ao subir de nível e promovê-los, bem como nivelar armas e equipar equipamentos. Os jogadores podem desbloquear Constructs adicionais avançando na história, e mais Constructs podem ser obtidos por meio de uma mecânica de gacha e eventos no jogo. As moedas do jogo podem ser obtidas por meio de compras no aplicativo e jogando, usadas para obter Construtos e equipamentos por meio do sistema gacha. Um sistema de piedade garante que o jogador receba itens raros após um determinado número de pulls.
O jogo também apresenta um sistema de habitação na forma de Dormitórios. Os jogadores podem decorar e mover Constructs para seus dormitórios para melhorar seu humor. As construções também podem receber tarefas para obter materiais do jogo.
A história do jogo se passa em um mundo pós-apocalíptico invadido por inimigos cibernéticos corrompidos causados pelo Vírus Punidor. Os últimos remanescentes da humanidade escaparam para a estação espacial Babylonia. O jogador assume o papel de comandante de um esquadrão de elite de Construtos conhecido como Gray Raven. O jogador liderará o esquadrão para lutar contra os Corrompidos e outras forças opostas para retomar o planeta.

### Personagens
Gray Raven
- Lúcia (em chinês:  露西亞)

Dublado por: 小N (chinês), 尾狐殿 (cantonês), Yui Ishikawa (japonês)
- Liv (em chinês:  麗芙)

Dublado por: 多多poi (chinês), 間踏梧桐 (cantonês), Ai Kayano → Miku Itō (japonês)
- Lee (em chinês:  里)

Dublado por: 夏侯落楓 (chinês), 犬畏 (cantonês), Yoshitsugu Matsuoka (japonês)
Força de Engenharia
- Karenina (em chinês:  卡列尼娜)

Dublado por: 花铃 (chinês), 东东 (cantonês), Haruka Tomatsu (japonês)
Força Purificadora
- Bianca (em chinês:  比安卡)

Dublado por: 云鹤追 (chinês), 神明凌 (cantonês), Ayako Kawasumi (japonês)
Strike Hawk
- Kamui (em chinês:  神威)

Dublado por: DK (chinês), 夏侯落枫 (cantonês), Jun Fukuyama (japonês)
- Chrome (em chinês:  库洛姆)

Dublado por: 大白 (chinês), ken (cantonês), Daisuke Hirakawa (japonês)
- Wanshi (em chinês:  万事)

Dublado por: 孙鹏 (chinês), 咩鹿君 (cantonês), Akira Ishida (japonês)
Cérbero
- Vera (em chinês:  薇拉)

Dublado por: 江月 (chinês), YUI (cantonês), Inoue Marina (japonês)
- nº 21

Dublado por: 钱琛 (chinês), P (cantonês), Inori Minase (japonês)
Art Association
- Ayla (em chinês:  艾拉)

Dublado por: 巩大方 (chinês), 傻莓酱 (cantonês), Shizuka Ito (japonês)
- Selena (em chinês:  赛琳娜)

Dublado por: 柳知蕭 (chinês), 以媛 (cantonês), Satomi Sato (japonês)
O Esquecido
- Watanabe (em chinês:  渡边)

Dublado por: 森中人 (chinês), 星罗 (cantonês), Yoshimasa Hosoya (japonês)
União da Rota do Ártico
- Roseta (em chinês:  罗塞塔)

Dublado por: 贺文潇 (chinês), 师欣 (cantonês), Miyuki Sawashiro (japonês)
- Sofia (em chinês:  苏菲亚)

Dublado por: 蔡娜 (chinês), 萧萧 (cantonês), Ami Koshimizu (japonês)
- Chang Yu (em chinês:  常羽)

Dublado por: Kinsen (chinês), 包少爷 (cantonês), Natsuki Hanae (japonês)
Kowloong
- Qu (em chinês:  曲)

Dublado por: 叶知秋 (chinês), 零叁 (cantonês), Sayaka Ohara (japonês)
Ascendentes
- Alfa

Dublado por: 小N (chinês), 尾狐殿 (cantonês), Yui Ishikawa (japonês)
- Luna (em chinês:  露娜)

Dublado por: 四白 (chinês), 周海鲜 (cantonês), Rie Kugimiya (japonês)
Dublado por: 冷泉夜月 (chinês), 碌斌 (cantonês), Koji Yusa (japonês)
Não afiliado
- Nanami (em chinês:  七实)

Dublado por: 赵爽 (chinês), 岚风蜂蜜绿茶 (cantonês), Minami Tanaka (japonês)

## Lançamento
Kuro Game foi criticado por sua má manipulação de Punishing: Gray Raven durante seu lançamento inicial na China, notadamente em relação ao anúncio falso de taxa de gacha e "recompensa excessiva" aos novos jogadores, em seguida, recebendo de volta as recompensas.  Desde então, os desenvolvedores foram elogiados por seu gerenciamento aprimorado do jogo, abordando regularmente as preocupações dos jogadores, como equilíbrio do jogo e melhorando seu sistema gacha. 
O lançamento global também foi examinado logo após o lançamento, quando os jogadores perceberam receberem menos recompensas em comparação com outras regiões. Os comentários críticos também foram excluídos da comunidade oficial do Discord de Punishing: Gray Raven, levando a uma bomba de revisão de jogadores irritados. A Kuro Game publicou uma declaração para abordar a controvérsia.

## Recepção
Punindo: Gray Raven recebeu "críticas geralmente favoráveis" de acordo com o agregador de críticas Metacritic .  Pocket Gamer elogiou Punishing: Gray Raven como "um jogo altamente envolvente com uma das melhores histórias que já encontrei até agora".  Screen Rant criticou a localização do jogo, mas elogiou o sistema de combate, comparando-o com Honkai Impact 3rd por suas semelhanças na jogabilidade.  GamerBraves elogiou a otimização do jogo e o "combate punitivo, mas viciante".  Multiplayer.it destacou a longa campanha e os personagens, mas encontra falhas nas missões curtas e nos elementos gacha.  Noisy Pixel elogiou a escrita e a jogabilidade do jogo, considerando-o um dos poucos "grandes gacha de alta qualidade".